# Tweede Kamerverkiezingen 2023/Kandidatenlijst/Piratenpartij - De Groenen
Dit is de kandidatenlijst voor de Tweede Kamerverkiezingen van 2023 van de gezamenlijke lijst Piratenpartij - De Groenen zoals die op 13 oktober 2023 is vastgesteld door de Kiesraad.
1. Mark van Treuren, Schagen - 4.551 stemmen
2. Saira Sadloe, Purmerend - 1.456
3. Reina van Zwoll, Amsterdam - 526
4. Matthijs Pontier, Amsterdam - 284
5. Wietze Brandsma, Burgum - 148
6. Otto ter Haar, Utrecht - 112
7. Kirsten Zimmerman, Amsterdam - 222
8. Mirjam van Rijn, Amsterdam - 183
9. Paul Berendsen, Amsterdam - 26
10. Sepehr Yadegari, Zaandam - 61
11. Angeline Pot, Den Helder - 169
12. Danny Werner, Amsterdam - 20
13. David van Deijk, Eindhoven - 144
14. Steven Russchenberg, Rijnsburg - 35
15. Dylan Hallegraeff, 's-Gravenhage - 73
16. Arjan Bresser, Nijmegen - 110
17. Astrid Abendroth, Amsterdam - 81
18. Pejman Darvish-Zadeh, Waalre - 43
19. Dmitri Schrama, Utrecht - 45
20. Leontien Werner-Wafelman, Amsterdam - 71
21. Branislav Plesa, Amsterdam - 30
22. Edy Bouma, Ede - 51
23. Catharina Bethlehem, Rotterdam - 154
24. Stefan Dekkers, Roosendaal - 41
25. Teunis van Nes, Goes - 39
26. André Linnenbank, Zaandam - 37
27. Peter Braun, Kerkrade - 68
28. Rijndert Doting, Amsterdam - 9
29. Nico Teders, Purmerend - 16
30. Tom Bakkers, Amsterdam - 20
31. Jaap van Gelderen, Zeist - 19
32. Jaap baron van Till, Rhenen - 56
33. Wies van Breemen, Nijmegen - 52
34. Metje Blaak, Amsterdam - 165

2010 · 2012 ·
2017 · 2021 · 2023
1986 · 1989 · 1994 · 1998 · 2006 · 2021 · 2023
VVD · D66 · GroenLinks-PvdA · PVV · CDA · SP · Forum voor Democratie · Partij voor de Dieren · ChristenUnie · Volt · JA21 · SGP · DENK · 50PLUS · BBB · BIJ1 · Piratenpartij - De Groenen · BVNL / Groep Van Haga · Nieuw Sociaal Contract · Splinter · Libertaire Partij · LEF - Voor de Nieuwe Generatie · Samen voor Nederland · Nederland met een PLAN · PartijvdSport · Politieke Partij voor Basisinkomen